# 杰克·华纳
杰克·華納（英語：Jack Warner，1892年8月2日—1978年9月9日）是著名电影公司华纳兄弟電影公司的四位创始人之一，另外三位创始人则是他的哥哥们哈利·华纳、亚伯特·华纳以及山姆·华纳。在他管理下华纳公司曾拍摄过《马耳他之鹰》、《北非谍影》等杰出影片。他是电影界最成功同时也是最令人厌恶的人之一，通过巧妙的谈判以及无情的策略他在家中建立了控制权。他可以开除任何不喜欢自己的人，从一线影星到编剧乃至自己的亲兄弟。

## 生平
杰克·華納出生于加拿大，他是家中12个孩子中年纪最小的一个。他的父亲是一名移动摊贩，为了追求更高的商业利润来到了美国东北部。1903年他们家在宾夕法尼亚州的纽卡斯尔买下了一家电影院，这也是华纳兄弟电影公司的前身。那时杰克不过11岁，四人中最年长的同时也是最有生意头脑的哈利负责管理账目，而对音乐抱有浓厚兴趣的杰克则在放映电影中场休息的时候给大家提供一点消遣。由于爱迪生所建立的电影垄断组织，兄弟几人的梦想受到了阻挠。不过他们还是在1912年发行了自己的一卷电影。
第一次世界大战期间他们因为电影《我在德国的四年》（My Four Years in Germany）而走红，利用赚来的钱他们在好莱坞日落大道建立了一个摄影棚。
他们的第一个明星是一条名叫鈴叮叮的小狗，这条狗从1922年开始拍摄10多部影片，对公司贡献巨大。
1923年华纳兄弟公司成立，哈利担任总裁、山姆是首席执行官、亚伯特负责财务而杰克则负责影片的生产。他们野心勃勃，吞并了多家电影公司并建立起了全国性的电影院发行院线，不过1927年华纳公司差点走到了破产的边缘，后来华纳公司因为开始拍摄有声电影而大获成功。
杰克·华纳经常让他的明星们签订他们不喜欢的合同，他还曾因为严苛的管理而被詹姆斯·卡格尼、贝蒂·戴维斯和奥丽维亚·德哈维兰起诉。实际上他的冷酷让家庭成员都有些受不了，1956年时四兄弟中山姆已经去世，剩下的三人同意出售公司的大部分股份。然而杰克却把自己的那份保留了下来，获得了对公司的控制权。从那以后哈利再也没有跟杰克交谈过，杰克死后埋在了一个私人墓园而不是华纳家族的墓地。1967年他售出了自己手里的华纳股份。